# Nyanzachoerus
A Nyanzachoerus az emlősök (Mammalia) osztályának párosujjú patások (Artiodactyla) rendjébe, ezen belül a disznófélék (Suidae) családjába és a fosszilis Tetraconodontinae alcsaládjába tartozó nem.

## Előfordulásuk
A Nyanzachoerus-fajok maradványait Afrikában fedezték fel. Ezek az állatok a miocén és pliocén korokban fordultak elő.

## Megjelenésük
Ezek a fosszilis állatok a mai disznókhoz képest óriás méretűek voltak. A kanok pofáin nagy dudorok és széles „varacskok” ültek. Az agyaraik csak közepes méretűek voltak; meglehet, hogy fegyver helyett inkább díszként szolgált, amit a párkereséskor mutogattak. Meglehet, hogy ezek a disznók a Notochoerus-fajok ősei.
A Nyanzachoerus-fajokra az óriás menyétféle, az úgynevezett Ekorus ekakeran vadászhatott.

## Rendszerezésük
A nembe az alábbi 9 faj tartozik:
- †Nyanzachoerus devaux Arambourg 1968
- †Nyanzachoerus jaegeri Coppens 1971
- †Nyanzachoerus kanamensis Leakey 1958
- †Nyanzachoerus khinzir  Jean-Renaud Boisserie, Antoine Souron, Hassane Taïsso Mackaye, Andossa Likius, Patrick Vignaud, Michel Brunet, 2014
- †Nyanzachoerus leakey Leakey 1958
- †Nyanzachoerus pattersoni Cooke & Ewer 1972
- †Nyanzachoerus plicatus Cooke & Ewer 1972
- †Nyanzachoerus syrticus Leonardi 1952 - típusfaj
- †Nyanzachoerus tulosus Cooke & Ewer 1972

## Fordítás
- Ez a szócikk részben vagy egészben  a   Nyanzachoerus című angol Wikipédia-szócikk ezen változatának fordításán alapul.  Az eredeti cikk szerkesztőit annak laptörténete sorolja fel. Ez a jelzés csupán a megfogalmazás eredetét és a szerzői jogokat jelzi, nem szolgál a cikkben szereplő információk forrásmegjelöléseként.